# Diecéze plzeňská

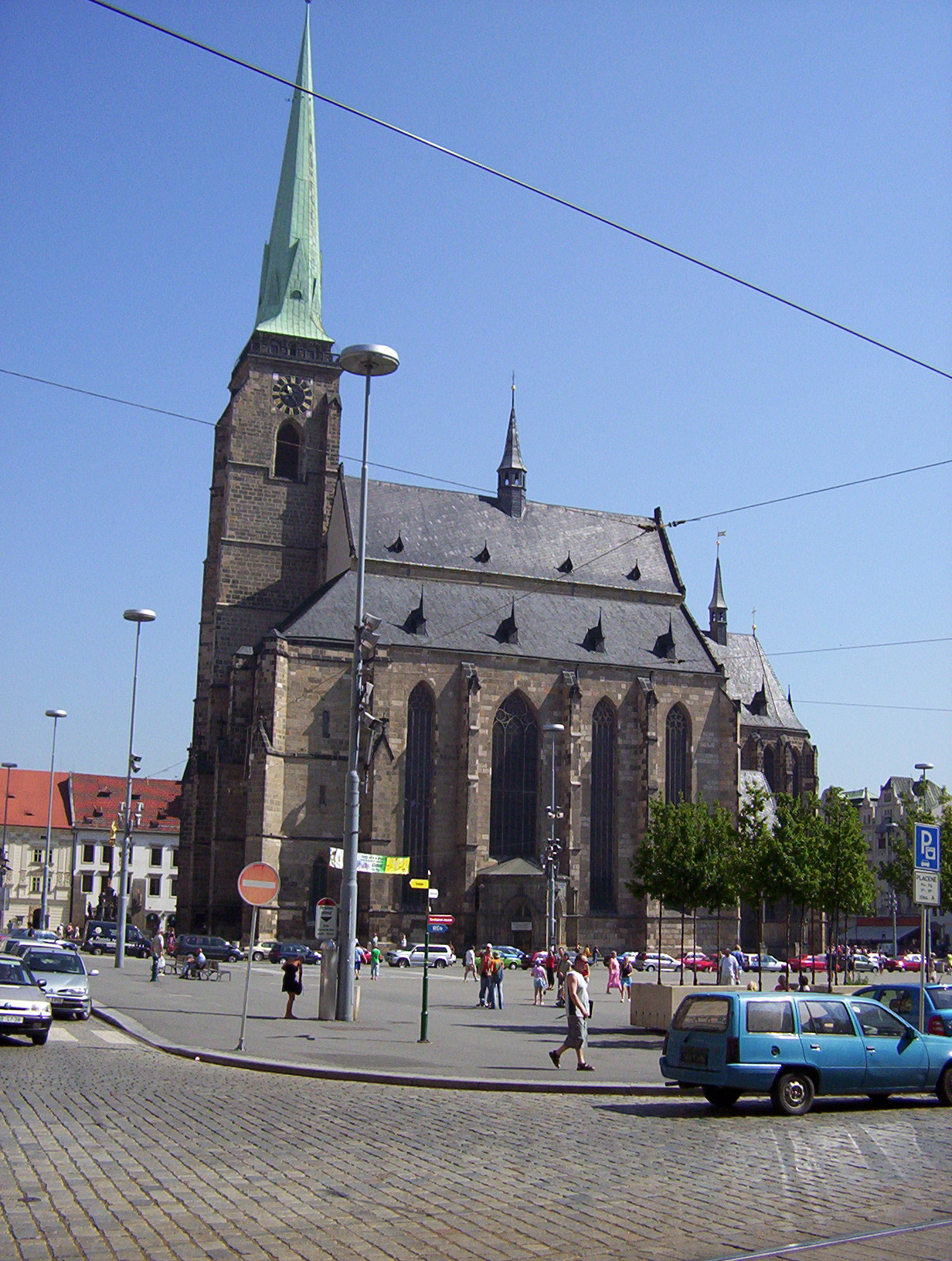
Katedrála svatého Bartoloměje

Diecéze plzeňská (latinsky Dioecesis Pilznensis) je římskokatolická diecéze založená v roce 1993. Prvním diecézním biskupem se stal František Radkovský. Jeho nástupcem byl 12. února 2016 jmenován Tomáš Holub, který 30. dubna 2016 přijal biskupské svěcení z rukou kardinála Dominika Duky a oficiálně se tak ujal vedení diecéze. Hlavním kostelem diecéze je katedrála svatého Bartoloměje v Plzni, která se stejně jako sídlo biskupství nachází na náměstí Republiky, patronem diecéze je blahoslavený Hroznata. Diecéze je součástí České církevní provincie.

## Historie a současnost
Císař Ferdinand II. chtěl po Bílé hoře založit v Čechách čtyři nová biskupství – V Plzni, Hradci Králové, Litoměřicích a Českých Budějovicích. Nakonec však tehdy vznikla jen dvě, v Litoměřicích (1656) a v Hradci (1664), Budějovice a Plzeň se však bránily – královská města se bála o své svobody.
Diecéze plzeňská byla nakonec založena až 31. května 1993 papežem Janem Pavlem II. Většina území nové diecéze byla vydělena ze správy arcidiecéze pražské, zbytek z diecézí českobudějovické (celý vikariát Domažlice, části vikariátů Klatovy a Nepomuk) a litoměřické.
Plzeňská diecéze je zřizovatelem Diecézní charity Plzeň a církevních školských zařízení. Vzhledem k Zákonu o majetkovém vyrovnání s církvemi a náboženskými společnostmi, tzv. církevním restitucím, se plzeňská diecéze zaměřuje na investice, které zajistí její dlouhodobé a udržitelné financování. Jedná se především o investici do nájemních bytů a pronájem lesních a zemědělských pozemků.
Od založení diecéze došlo kvůli optimalizaci ke sloučení mnoha farností. V roce 1993 bylo na území diecéze 324 farností, v roce 2023 jich je 66 v 10 vikariátech. 1. září 2007 naopak vznikla nová farnost Plzeň-Bory jako reakce na vzrůstající počet aktivních věřících z řad cizinců, zejména Slováků přicházejících do Plzně.
K 1. srpnu 2024 byla nově zřízena Pastorační oblast Severní Plzeňsko, do které nově spadají farnosti Kralovice, Jesenice, Lubenec, Plasy, Manětín a Dolní Bělá. Celou tuto oblast spravují obláti spolu s jáhny Danielem Váhalou a Ladislavem Legou. S Plas do Kralovic se tak přestěhovali obláti P. Vlastimil Kadlec, P. Günther Herbert Ecklbauer a P. Oto Medvec. Z Kralovic budou spravovat ostatní farnosti. V Dolní Bělé zůstávají obláti P. Petr Dombek, P. Prancis Janith Aravinda Fernando Sackrawarthige a P. Andry Mamy Herinirina.

## Projekty IROP
Biskupství plzeňské se v roce 2023 věnuje jednomu velkému projektu, který je spolufinancován z dotace Evropské unie IROP (Integrovaný regionální operační program) a jiných zdrojů. Jedná se o obnovu kostela Nanebevzetí Panny Marie v Přešticích.
Již v roce 2018 byl úspěšně dokončen projekt významného zkvalitnění výuky a celkové bezbariérovosti Církevního gymnázia Plzeň. V roce 2021 pak došlo k dokončení projektů revitalizace katedrály sv. Bartoloměje v Plzni, revitalizace jezuitského kostela Neposkvrněného Početí Panny Marie a sv. Ignáce v Klatovech a obnova kostela Nanebevzetí Panny Marie v Plasích.

## Statistiky
V roce 2019 měla diecéze 117 800 pokřtěných členů z celkového počtu 839 950 obyvatel, což představuje 14,0 %.
| rok                                                                   | populace | populace | populace | kněží  | kněží    | kněží   | kněží      | trvalí jáhnové | řeholníci | řeholníci | farnosti |
| rok                                                                   | pokřtění | celkem   | %        | celkem | diecézní | řeholní | počet křtů | trvalí jáhnové | muži      | ženy      | farnosti |
| --------------------------------------------------------------------- | -------- | -------- | -------- | ------ | -------- | ------- | ---------- | -------------- | --------- | --------- | -------- |
| 1999                                                                  | 242 000  | 799 000  | 30,3     | 101    | 68       | 33      | 2396       | 4              | 40        | 13        | 324      |
| 2000                                                                  | 242 000  | 799 000  | 30,3     | 106    | 75       | 31      | 2283       | 4              | 36        | 11        | 324      |
| 2001                                                                  | 242 000  | 799 000  | 30,3     | 106    | 73       | 33      | 2283       | 4              | 38        | 11        | 325      |
| 2002                                                                  | 144 775  | 830 966  | 17,4     | 101    | 68       | 33      | 1433       | 4              | 38        | 11        | 325      |
| 2003                                                                  | 144 775  | 830 966  | 17,4     | 95     | 65       | 30      | 1523       | 4              | 36        | 9         | 325      |
| 2004                                                                  | 144 775  | 830 966  | 17,4     | 98     | 65       | 33      | 1477       | 4              | 39        | 11        | 325      |
| 2013                                                                  | 145 000  | 836 000  | 17,3     | 95     | 65       | 30      | 1526       | 6              | 44        | 17        | 71       |
| 2016                                                                  | 118 500  | 836 500  | 14,2     | 84     | 58       | 26      | 1410       | 6              | 40        | 18        | 69       |
| 2019                                                                  | 117 800  | 839 950  | 14,0     | 99     | 62       | 37      | 1189       | 7              | 54        | 18        | 69       |
| 2021                                                                  | 117 000  | 857 000  | 13,7     | 98     | 59       | 39      | 1193       | 6              | 56        | 19        | 68       |
| Zdroj: Catholic-Hierarchy, která přebírá údaje z Annuario Pontificio. |          |          |          |        |          |         |            |                |           |           |          |